# 牛口峪水库
牛口峪水库是位于北京市房山区牛口峪村的水库。
1959-1972年建成。流域面积2.3平方公里，库容1000万立方米。有主坝1座、副坝6座，2条输水管道。主坝高35.4米，顶长290米。1972年后，该水库成为燕山石油化工公司的污水存放库。